# الحملة الصليبية على بونا
الحملة الصليبية على بونا أو حملة عنابة الصليبية هي حملة عسكرية بدأها ملك أراغون مارتن ضد السلطنة الحفصية، وتم تنفيذها في صيف عام 1399.

## خلفية
المقالات الرئيسية: نهب توريبلانكا (1397) و حملة تيديليس الصليبية
في عام 1398، نتيجة نهب توريبلانكا (1397)  حيث استولى قراصنة تلمسان على القربان المقدس  و108 سجناء،  أمر الملك مارتن ملك أراغون بعد صد غزو ماثيو الأول ملك فوا بشن هجوم انتقامي على دلس .
تجمع الأسطول في إيبيزا ، وجمع قوة إجمالية قدرها 70 سفينة و7500 صليبي. أبحر الأسطول في أغسطس 1398، ووصل بنجاح إلى تيديليس، التي تم نهبها، مما أسفر عن مقتل حوالي 1000 قروي. بعد مهاجمة ساحل شمال إفريقيا، توجهت البعثة بعد ذلك نحو أفينيون لمحاولة انقاذ البابا بنديكتوس الثالث عشر من الحصار الذي قاده جيفري بوكيكو الذي كان معارضًا للبابا أفينيون. ومع ذلك، لم يتمكن الأسطول من عبور نهر الرون بسبب انخفاض منسوب المياه ومنح المساعدات مباشرة، على الرغم من أنهم تمكنوا من منح هدنة لمدة ثلاثة أشهر للمحاصرين. في العام التالي، أمر مارتن بتكرار الحملة، الموجهة هذه المرة إلى بونا . 

## الحملة الصليبية
بعد جمع أسطول مكون من 6 قوادس و54 سفينة، وأسطول فالنسيا المكون من 7 قوادس و23 سفينة  في ماهون ، أبحر مارتن ملك أراغون في 21 أغسطس . بدأت الحرب في الأول من سبتمبر ، وفي اليوم التالي بدأ نزول معظم العسكريين. ودافع المسلمون، الذين حذرهم تجار مايوركا، عن المدينة وجمعوا عددًا كبيرًا من المقاتلين. بعد الاستيلاء على قلعة صغيرة بالقرب من المدينة، تم التخلي عن الهجوم. 
بعد الحصار، انفصلت بحرية بلنسية ومايوركا وانتهى الأمر بالعودة إلى الموانئ الأصلية دون تحقيق أي انتصار. 

## عواقب
أجبر فشل حملة مارتن ملك أراغون على توقيع معاهدة تونس مع أبو فارس عبد العزيز في 15 مايو 1403، والتي سرعان ما أصبحت غير فعالة. 